# 桃金娘目
桃金娘目（学名：Myrtales）是真双子叶植物中的一目，共有9科，最早的化石见于上白垩纪，属于蔷薇类植物这一演化支，与蔷薇目有许多相同的地方，如花为两性，五基数，花萼凹陷，雄蕊多数等，但桃金娘目花因为异花授粉的雄蕊退化为定数，萼筒加深。
桃金娘目植物绝大多数为木本植物，雄蕊排列成两轮，一般为花瓣的两倍。本目植物包括石榴、番石榴、蓮霧等果树，桉树、丁子香、菱角等重要经济作物，紫薇、大花紫薇等绿化用树，使君子、桃金娘等药用植物。